# Crkvena pjesmarica
Crkvena pjesmarica je pjesmarica, zbirka crkvene glazbe. Namijenjena je za pjevače u malenom formatu i samo s notama jednoglasno ili dvoglasno, te tekstom. Služi u svetoj liturgiji za glazbeni molitveni liturgijski dio kroz sva razdoblja crkvene godine te za posebne progide i/ili s dodatcima za izvanliturgijsku upotrebu. Najstarija u Hrvata je Pavlinska pjesmarica, a najaktualnija je Pjevajte Gospodu pjesmu novu.